# Alexius Meinong
Alexius Meinong (ur. 17 lipca 1853 we Lwowie, zm. 27 listopada 1920 w Grazu) – austriacki filozof.
Usiłował utworzyć nową naukę filozoficzną, którą nazywał "teorią przedmiotów" (Über Gegenstandstheorie, 1904), a która miała mieć zakres szerszy jeszcze od metafizyki.

## Życiorys
W latach 1868-1870 uczył się w Akademisches Gymnasium w Wiedniu. Studiował na Uniwersytecie Wiedeńskim pod okiem Franza Brentano uzyskując doktorat w 1874 roku. Od 1882 był profesorem na uniwersytecie w Grazu.
Według Meinonga przedmiot jest nie tylko tym, co jest ujmowane (uchwytywane) w przeżyciu psychicznym, ale jest również tym, co może być ujmowane, a zatem jest możliwym obiektem przeżyć psychicznych. W myśl jego koncepcji, przedmiot jest różny i niezależny od aktu intencji i od treści tego aktu, treść bowiem istnieje w umyśle.
Meinong twierdził, iż uniwersum obiektów jest niesłychanie złożone. Istnieje wszystko, nawet przedmioty sprzeczne. Meinong klasyfikował sposoby istnienia przedmiotów na istnienie realne (czasowo-przestrzenne lub tylko czasowe, np. ludzka psychika), idealne (pozaczasowe, np. figury matematyczne), pseudoistnienie (to, co zależne od treści umysłu) oraz pozaistnienie (bycie przedmiotem możliwego sądu, np. kwadratowe koło).
Meinong dzielił przedmioty na pozytywne (np. człowiek) i negatywne (np. nie-człowiek) oraz na proste i złożone. Przedmiot prosty to przedmiot niższego rzędu, indywiduum, które jest proste względem pewnej całości (np. kartka jest prosta względem książki). Przedmiot złożony (wyższego rzędu) to przedmiot nabudowany zawsze na przedmiocie prostym lub przedmiot złożony z przedmiotów prostych.